# Fernando Anes de Sotomaior
Fernando Anes de Sotomaior ou Fernán Anes de Sotomaior (1310 -?) foi um nobre do Reino de Galiza e militar no Reino de Castela onde foi armado cavaleiro por D. Pedro Fernandes de Castro, “o da Guerra” em 1330. Combateu ao lado de D. Fernando de Castro corria o ano de 1354.

## Relações familiares
Foi filho de Álvaro Pires de Sotomaior e de Inês Anes de Castro (1310 -?) filha de João Fernandes de Castro (1275 -?) e de Rica Fernandes Torrichão (1280 -?). Casou com Maria Anes da Nóvoa (c. 1310 -?) filha de João Pires da Nóvoa (1280 -?) e de D. Beatriz Gonçalves Raposo (c. 1280 -?), de quem teve:
1. Pedro Álvares de Sotomaior (1340 -?) casado com Elvira Mendes de Benevides,
2. João Fernandes de Sotomaior,
3. Maria Fernandes de Sotomaior (1330 -?) casada com Andrés Sanchez de Ogrez,
4. Maior Anes da Nóvoa (c. 1330 -?) casada com Afonso Pires de Lemos,
5. Álvaro Pais de Sotomaior (1335 -?), senhor de Fornelos, casado com Maior Soares de Aza,
6. Inês Fernandes de Sotomaior (c. 1340 -?) casada com Álvaro Rodrigues de Lima (1340 -?),
7. Aldonça Estevães Sotomaior,
8. Mécia Anes de Sotomaior,
9. Paio Sorede de Sotomaior (1335 -?) Senhor de Salvaterra casado com Maria de Andrade.